# Alcedo (Gattung)
Alcedo ist eine Gattung aus der Unterfamilie der Eigentlichen Eisvögel (Alcedininae), deren Vertreter hauptsächlich in der Afrotropis und Orientalis verbreitet sind. Lediglich der auch in Mitteleuropa heimische Eisvogel (Alcedo atthis) ist über große Teile der Paläarktis verbreitet und kommt zudem auch in Südasien und Neuguinea vor. Zeitweise wurden nahezu zwanzig Arten in diese Gattung gestellt, inzwischen enthält sie nur noch sieben (bzw. nach anderer Auffassung acht) Arten. Die übrigen wurden aufgrund der Erkenntnisse aus genetischen Vergleichsuntersuchungen auf andere, nahe verwandte Gattungen aufgeteilt.
Der Name Alcedo ist das lateinische Wort für „Eisvogel“ und stammt vom altgriechischen Wort (h)alcyon (ἀλκυών/ἁλκυών) ab, das einen mythischen Vogel bezeichnete (vgl. Halkyonische Tage).
Alle Arten sind Stoßtaucher, die von einer Sitzwarte aus jagen, und brüten in selbstgegrabenen Erdhöhlen.

## Beschreibung
Die Arten der Gattung Alcedo gehören mit Körperlängen zwischen 13 und 22 cm sowie einem Gewicht zwischen 16 und 49 g eher zu den kleinen Eisvögeln. Das Gefieder ist farbenprächtig mit glänzend blauer oder türkiser Oberseite und bei den meisten Arten oranger bis ziegelroter, bei manchen weißer Unterseite. Auf oder hinter der Ohrregion findet sich meist ein abgesetztes, weißes Feld.
Der seitlich zusammengedrückte Schnabel ist bei allen Arten überwiegend schwarz und nur bei Weibchen an der Basis des Unterschnabels zu mehr als einem Drittel rot. Dies ist meist der einzige Unterschied zwischen den Geschlechtern. Lediglich bei den beiden in Südostasien beheimaten Arten A. peninsulae und A. euryzona, die oft als eine Art zusammengefasst werden, besteht ein deutlicher Sexualdimorphismus in der Gefiederfärbung: bei den Weibchen beider Arten ist der Bauch orange gefärbt, beim Männchen weiß; bei A. euryzona fehlt beim Weibchen zudem das blaue Brustband.
Der Schwanz ist sehr kurz und abgerundet und wird zu zwei Dritteln oder sogar drei Vierteln von den leicht zerschlissenen Oberschwanzdecken verdeckt.

## Arten
Derzeit (Stand 2015) werden meist sieben Arten zur Gattung Alcedo gestellt. Das Handbook of the Birds of the World teilt zudem noch Alcedo euryzona in zwei Arten auf – die auf Java endemische Art A. euryzona und die Populationen von Sumatra, Borneo und dem Festland als Alcedo peninsulae. Begründet wird dies mit der geringeren Größe, dem ausgeprägteren Sexualdimorphismus (Weibchen ohne Brustband) und einigen Gefiedermerkmalen bei Alcedo peninsulae.
- Türkiseisvogel (Alcedo coerulescens) – von Sumatra bis zu den Kleinen Sundainseln
- Blaubandeisvogel (Alcedo peninsulae) – Myanmar und Malaiische Halbinsel bis Sumatra und Borneo
- Brustbandeisvogel (Alcedo euryzona) – Java
- Schillereisvogel (Alcedo quadribrachys) – westliches bis mittleres Afrika
- Meninting-Eisvogel (Alcedo meninting) – Indischer Subkontinent, Südostasien
- Eisvogel (Alcedo atthis) – Paläarktis (inklusive Nordafrika), südliches Asien und Neuguinea
- Kobalteisvogel (Alcedo semitorquata) – Äthiopien, Angola bis Tansania, südwärts bis Mosambik und Südafrika
- Herkuleseisvogel (Alcedo hercules) – vom östlichen Nepal bis ins mittlere Vietnam